# Robert Herbin
Robert Herbin (Paris, 30 de março de 1939 – Saint-Étienne, 27 de abril de 2020) foi um futebolista e treinador francês. 

## Carreira
Foi jogador do Saint-Étienne entre 1957 e 1972, quando se tornou técnico. Recebeu o apelido de esfinge, pois suas entrevistas eram de poucas palavras, sempre misterioso quando falava.
Ele integrou o elenco da Seleção Francesa de Futebol, da Euro de 1960, e da Copa de 66.

## Morte
Herbin morreu no dia 27 de abril de 2020 em Saint-Étienne, aos 81 anos.